# Álvaro Renedo Zalba
Álvaro Renedo Zalba (Burgos, 1980) es un diplomático español. Embajador de España en Catar (desde 2025).

## Carrera diplomática
Tras licenciarse en Derecho y diplomarse en Derecho Empresarial (E-1) en la Universidad Pontificia Comillas, se doctoró en Seguridad Internacional en la Universidad Nacional de Educación a Distancia y en la European Doctoral School on the Common Security and Defence Policy (European Security and Defence College, European External Action Service), obteniendo Premio Extraordinario de Doctorado. ingresó en la Carrera Diplomática (2007).
Ha desarrollado su carrera universitaria como fellow en la Universidad de Harvard, y posteriormente siendo profesor asociado del departamento de Derecho Internacional Público y Relaciones Internacionales, en la Facultad de Ciencias Políticas y Sociología de la Universidad Complutense de Madrid.
Mientras que, a lo largo de su carrera diplomática ha sido: vocal asesor en el Gabinete del Secretario de Estado para la Unión Europea; director del Departamento de Asuntos Europeos y G20 en el Gabinete de la Presidencia del Gobierno; adjunto al director general de Asuntos Generales y Coordinación de Políticas del Tratado de Funcionamiento de la Unión Europea; jefe de Área y jefe de Servicio en el Gabinete del Secretario de Estado para la Unión Europea; y Cónsul General de España en Argel (agosto de 2020-noviembre de 2021).
Fue Embajador de España en la República de Albania (2021-2025).  En agosto de 2022 firmó un acuerdo Internacional administrativo entre el España y Albania para la creación de un equipo conjunto de investigación en materia de lucha contra la delincuencia.

## Condecoraciones
- Cruz de Oficial del Mérito Militar de España